# Ibrahim Majid
Ibrahim Majid Abdulmajid (in arabo  إبراهيم ماجد‎?; Al Kuwait, 12 maggio 1990) è un calciatore kuwaitiano naturalizzato qatariota, difensore dell'Al-Ahli Doha.

## Carriera

### Club
Ha giocato nella prima divisione qatariota.

### Nazionale
Tra il 2006 ed il 2017 ha totalizzato complessivamente 89 presenze e 6 reti con la nazionale qatariota.

## Palmarès

### Club

#### Competizioni nazionali
- Campionato qatariota: 3

Al-Sadd: 2005-2006, 2006-2007, 2018-2019
- Qatar Crown Prince Cup: 3

Al-Sadd: 2006, 2007, 2008
- Emir of Qatar Cup: 1

Al-Sadd: 2006-2007
- Qatar Stars Cup: 1

Al-Sadd: 2010
- Coppa dello Sceicco Jassem: 2

Al-Sadd: 2017, 2019

#### Competizioni internazionali
- AFC Champions League: 1

Al-Sadd: 2011

### Nazionale
- Coppa d'Asia: 1

2019